# アンテ・パラヴェルサ
アンテ・パラヴェルサ（Ante Palaversa、2000年4月6日 - ）は、クロアチア・スプリト出身のサッカー選手。トロワAC所属。ポジションはMF。

## クラブ経歴
2018-19シーズン、ハイドゥク・スプリトでプロデビュー。
2019年1月28日、マンチェスター・シティFCに移籍した。以降、ローン移籍でヘタフェCFなどでプレーしている。
2022年8月31日、トロワACへ完全移籍。